# Spenge
Spenge és un municipi del districte de Herford, a l'estat de Rin del Nord-Westfàlia, a Alemanya. Es troba al nord de Bielefeld i a l'oest de Herford, just amb la frontera de la Baixa Saxònia a l'oest.

## Divisions
| Llogarret      | Habitants | Llogarrets de Spenge |
| -------------- | --------- | -------------------- |
| Bardüttingdorf | 1.480     | Llogarrets de Spenge |
| Hücker-Aschen  | 1.485     | Llogarrets de Spenge |
| Lenzinghausen  | 2.793     | Llogarrets de Spenge |
| Spenge         | 8.696     | Llogarrets de Spenge |
| Wallenbrück    | 1.976     | Llogarrets de Spenge |